# Calidris pygmaea
Calidris pygmaea é uma espécie de ave da família Scolopacidae. Encontrada no noroeste da Rússia, invernando no sudeste asiático. É a única espécie descrita para o gênero Calidris. Em 2008, foi declarada uma espécie em perigo crítico de extinção.

## Distribuição geográfica e habitat
A espécie se reproduz no nordeste da Rússia, da península de Chukotsk ao istmo da península de Kamchatka. A rota de migração para o sul passa pela costa ocidental do Pacífico através da Rússia, Japão, península da Coreia, China continental e Taiwan, e Vietnã. As área principais de invernada é em Bangladesh e Mianmar, mas também é registrada na Índia, Sri Lanka, Tailândia, Vietnã, Filipinas, província de Fujian (China), Malásia peninsular e Singapura.

## Comportamento e ecologia
Seu estilo de alimentação consiste em um movimento de lado a lado do bico quando o pássaro avança com a cabeça baixa. Essa espécie nidifica em junho-julho nas áreas costeiras da tundra, escolhendo locais com grama perto de piscinas de água doce. A espécier alimenta-se de musgo nas tundras, bem como espécies de animais menores, como mosquitos, moscas, besouros e aranhas. Em certos momentos, eles também se alimentam de vertebrados marinhos, como camarões e vermes.

## Conservação
Este pássaro está  criticamente ameaçado, com uma população atual de menos de 2500 - provavelmente menos de 1000 - indivíduos adultos. As principais ameaças à sua sobrevivência são a perda de habitat em seus locais de reprodução e a perda de marés através de sua faixa migratória e invernal.

### Expandindo a conservação
Os pântanos de Tiaozini se tornaram um patrimônio mundial. Os lodaçais abrigam milhões de aves migratórias no inverno, incluindo a E. pygmeus. O status de patrimônio mundial não é o fim das zonas úmidas de Tiaozini e Yancheng. Desejoso de aumentar ainda mais as proteções, o governo municipal de Yancheng está atualmente solicitando o status de “Cidade Internacional do Pantanal”.